# 金峰神社 (京丹後市)
金峰神社（かなみねじんじゃ）は、京都府京丹後市峰山町吉原にある神社。桜尾公園に里宮が、権現山（吉原山）に奥宮がある。

## 祭神
- 金山彦命（かなやまひこのみこと）

### 合祀
- 八幡神社 - 品陀和気命（ホムダワケノミコト）
- 大国天社 - 大国主命（オオクニヌシノミコト）
- 雄金神社 – 天照大神とスサノオ命との誓約により産まれた8神
- 大山祇神社 - 大山祇命（オオヤマズミノミコト）
- 稲荷神社 - 倉稲魂命（ウガノミタマノミコト）

## 歴史

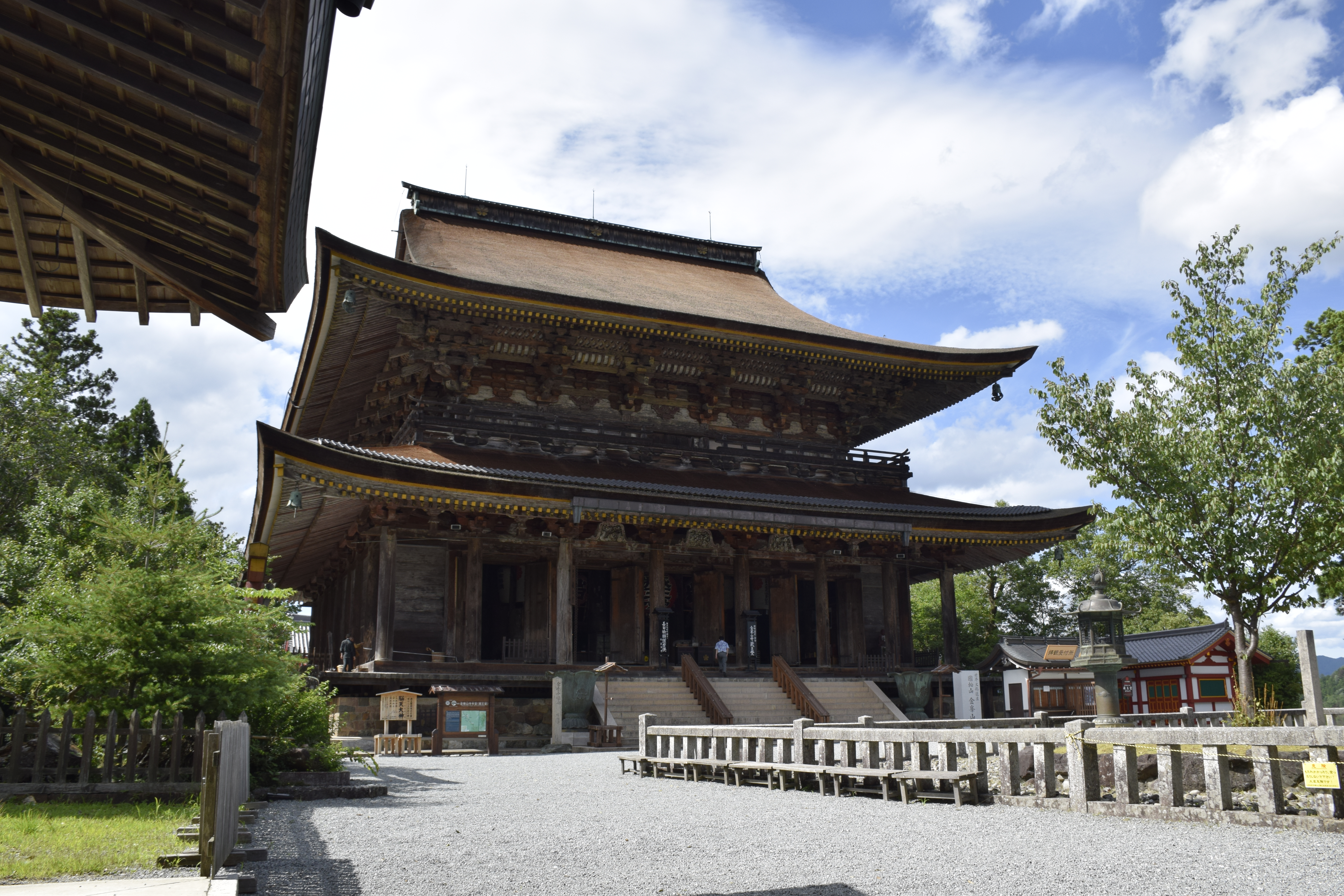
名称の由来となった金峯山寺

奥宮の位置する権現山（標高181m）は古くは山祇山（やまずみやま）と称され、農耕の神として信仰を集めていた。この山には和泉式部が和歌を詠んだという伝承も残っている。14世紀には既に権現山に山ずみ神が祀られていたことから、金峰神社は「峰山最古の神社」とされる。
元和2年（1616年）には峰山藩初代藩主の京極高通によって峰山陣屋が構えられ、元和8年（1622年）には峰山藩が立藩された。寛永14年（1637年）には京極高通の霊夢によって、権現山の吉原山城に蔵王権現が祀られた。高通の内意を受けて小社を建立したのは、家臣の原次右衛門であるという。この蔵王権現は奈良県吉野町の「金峯神社（きんぷ）」の末社であるといい、そのため権現山は別名を「峯山」と呼ばれた。延宝4年（1676年）に再び蔵王権現を興し、元禄8年（1695年）にも4代目藩主京極高之が蔵王権現を造立する。享保14年（1729年）に神輿が寄進された。
峯山藩の財政はこの頃苦しく、財政（御勝手方）を拝命した家老の高木彦左衛門信澄は倹約や借財の手立てが尽きた果てに、延享元年（1743年）蔵王権現を参って窮状を訴えて祈祷し、少しでも貯えができたら社殿を建立すると誓った。すると翌年以降3年連続で毎年千両の貯えができたので、延享5年（1748年）9月27日、この高木の祈願を受けて、5代目藩主京極高長が蔵王権現を建立した。高木は70歳の高齢となっても山頂の権現社への日参を怠らず、宝暦7年（1757年）までの十年余りで2万1850両を生む基礎を築いたことを神に感謝し、主家の武運長久を祈願した。代々の藩主はこの高木の忠勤に深く感激し、次の和歌を残している。
- 七十の春をちとせの初にて よろづ代までもかくて仕へよ（5代目京極高長）
- いのり来し願はみちぬなをすえも　つきせじ代々に神のめぐみは（6代目京極高久）

明治維新後に神仏分離が行われた際には、蔵王権現に新たな神社名を付ける必要性が生じた。大和国吉野山の金峯山寺にある蔵王権現の山号を取り、金峯（きんぷ）を金峰（かなみね）と読み替えて金峰神社とした。1871年（明治4年）11月24日をもって社領と神職の手当てが廃止され、山の神輿庫が荒廃したため、山麓の枡形（吉原町56）に2間四方ほどの神輿庫を兼ねた社務所を建築し、ここを御旅所とした。
1922年（大正11年）、本殿を修築し、雄金神社を統合する。
1927年（昭和2年）の北丹後地震で倒壊し、府営の仮設神殿に安置し、1929年（昭和4年）に古材で上屋を増築したが、1930年（昭和5年）5月27日に、権現山（吉原山）に分霊を残して府道312号線沿いの現在地（里宮）に遷宮された。宮遷しの際には山の上から火の玉が出現し、神殿の上空に飛来して2つに分かれて消えたとも、大きな流星が落ちたとも言い伝えが残る。
里宮がある場所は桜尾公園の一角であるが、桜尾公園は金刀比羅神社勧請100周年を記念して1911年（明治44年）に整備された公園である。権現山の分霊は金峰神社奥宮とされており、小さな祠と鳥居のみ残る。奥宮には、雄金神と山祇神を合祀して残す。なお、奥宮が位置する権現山は権現山京都府歴史的自然環境保全地域（14.83ha）に指定されている。

## 年中行事
金峰神社例祭

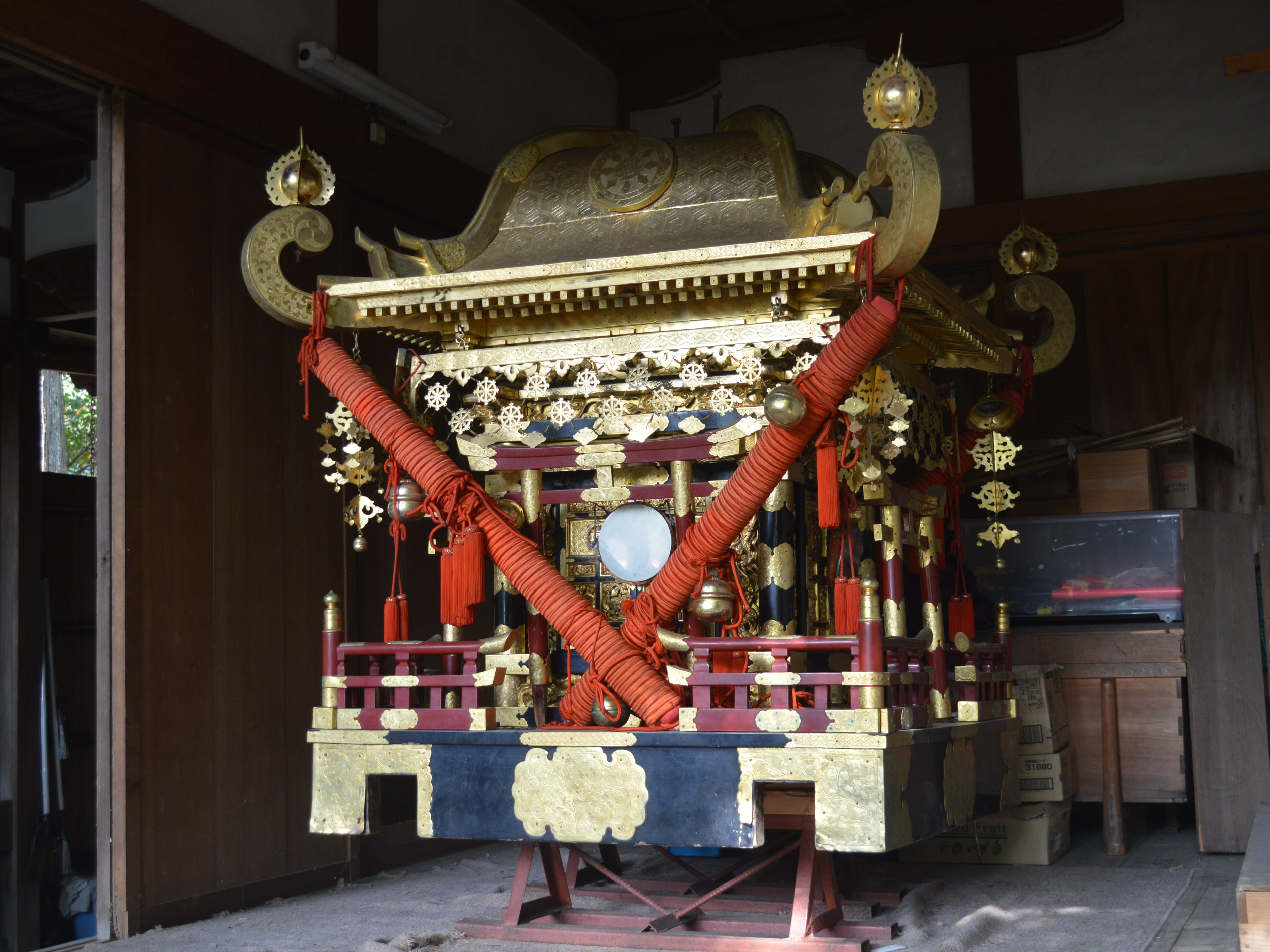
金峰神社の神輿

子供の日の5月5日に例祭の神輿渡御を行う。神輿のことを「おみっこさん」と呼び、神輿を担いで街中を歩く。現在の場所に遷都されて50周年を迎えたことを記念して、1980年（昭和55年）に神輿渡御の例祭が再開され、以後継続して行われている。また、八幡大神と大黒天神もともに祀られており、9月15日を例祭とする。
金刀比羅神社神輿渡御祭
毎年10月には金刀比羅神社の神輿渡御祭が開催され、神輿が峰山町内を巡行する。金峰神社は神輿渡御祭の御旅所に位置付けられ、神輿が到着すると昼御饌祭が斎行される。

## 境内
金峰神社里宮
- 本殿 - 一間社流造、銅板葺[9]。間口1間8分、奥行2間3分。1922年（大正11年）頃の建築である[9]。
- 割拝殿風建物 - 入母屋造、銅板葺[9]。梁行柱間2間、桁行柱間3間[9]。

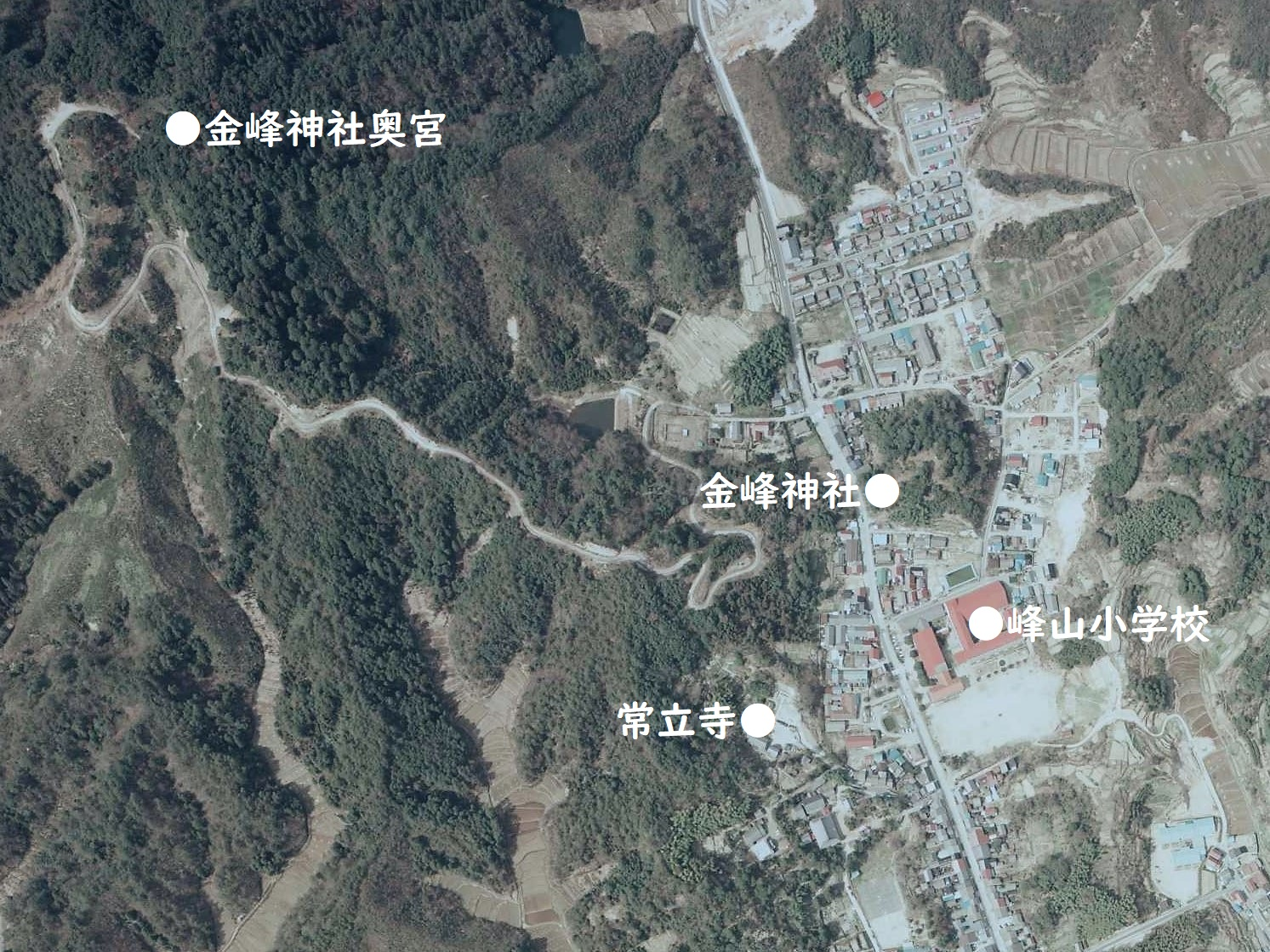
金峰神社の里宮と奥宮周辺

- 鳥居
- 稲荷神社（境内社）

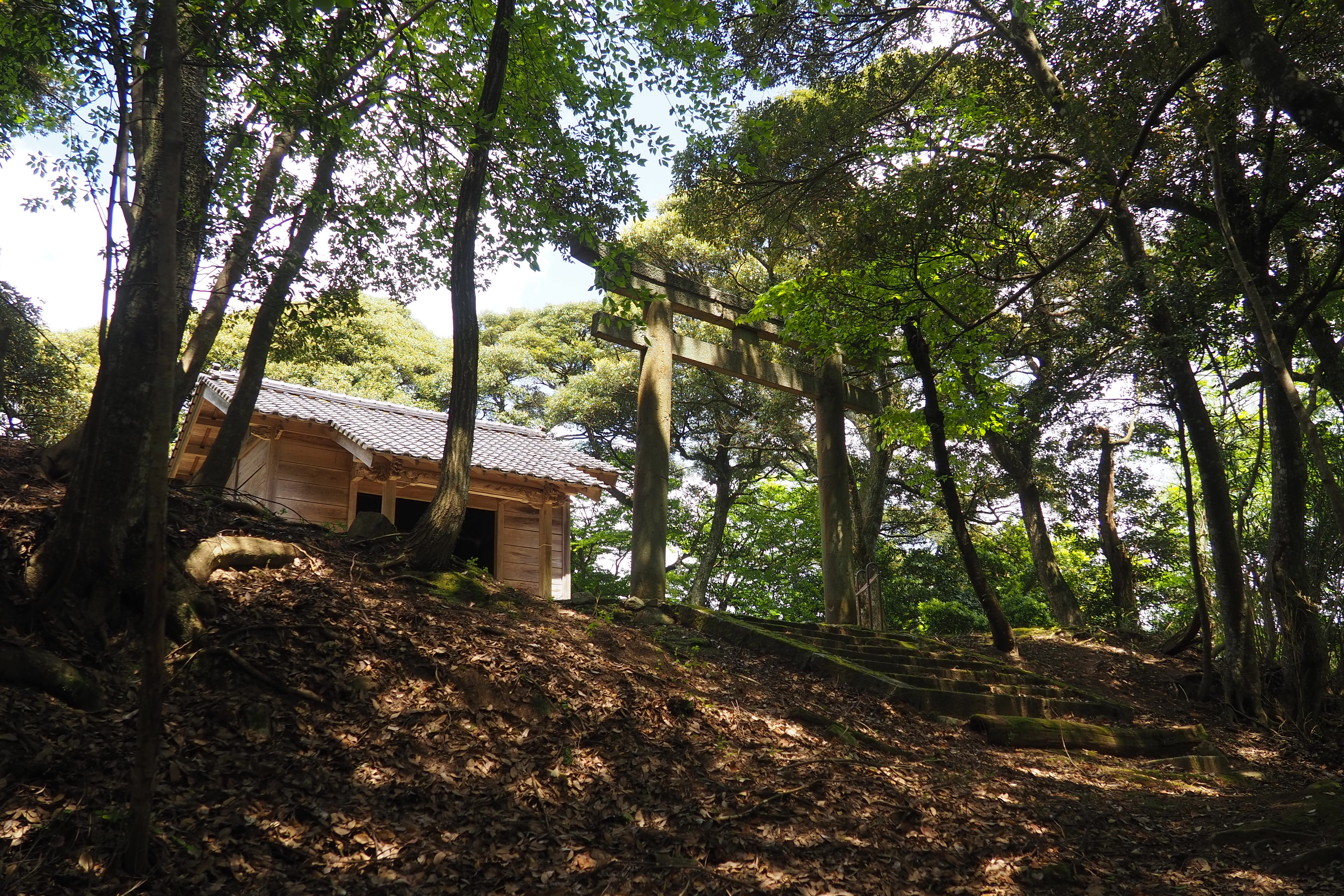
金峰神社奥宮
- 本殿
- 拝殿
- 鳥居

## 桜尾公園
1911年（明治44年）には峰山町で金刀比羅神社の勧請百年祭が行われたが、この際には町民が権現山麓の丘を清掃して桜尾公園と名付けた。山頂には明治期以後の戦死者の霊を祀る忠魂碑がある。
この場所にはかつて吉原山城の砦があり、天正11年（1583年）には細川興元の武将である正源寺大炊介が多数の桜を植えている。細川興元の父である細川幽斎も花見に訪れたことがあり、この丘に和泉式部の記念碑を立てたと伝わる。江戸時代の元禄年間（1688年～1704年）、峯山藩4代藩主の京極高之もこの丘に多数の桜を植え、他の場所から石塔婆をこの丘に移設している。

## 交通アクセス
- 京都丹後鉄道宮豊線峰山駅から徒歩